# Tony Award de la meilleure orchestration
Le Tony Award de la meilleure orchestration (Tony Award for Best Orchestrations) est un prix décerné aux compositeurs de comédies musicales depuis 1997.

## Récompenses et nominations

### Années 1990
| - 1997: Jonathan Tunick – Titanic - Michael Gibson – Steel Pier - Luther Henderson – Play On! - Don Sebesky et Harold Wheeler – The Life - 1998: William David Brohn – Ragtime - Robert Elhai, David Metzger et Bruce Fowler – The Lion King - Michael Gibson – Cabaret - Stanley Silverman – The Capeman | - 1999: Ralph Burns et Douglas Besterman – Fosse - David Cullen – Swan Lake - Don Sebesky – Parade - Harold Wheeler – Little Me |

### Années 2000
| - 2000: Don Sebesky – Kiss Me, Kate - Doug Besterman – The Music Man - Jonathan Tunick – Marie Christine - Harold Wheeler – Swing! - 2001: Doug Besterman – The Producers - Larry Hochman – A Class Act - Jonathan Tunick – Follies - Harold Wheeler – The Full Monty - 2002: Doug Besterman et Ralph Burns – Thoroughly Modern Millie - Benny Andersson, Björn Ulvaeus et Martin Koch – Mamma Mia ! - William David Brohn – Sweet Smell of Success - Bruce Coughlin – Urinetown - 2003: Billy Joel et Stuart Malina – Movin' Out - Nicholas Kitsopoulos – La Bohème - Jonathan Tunick – Nine - Harold Wheeler – Hairspray - 2004: Michael Starobin – Assassins - Paul Bogaev – Bombay Dreams - William David Brohn – Wicked - Larry Hochman – Un violon sur le toit | - 2005: Ted Sperling, Adam Guettel et Bruce Coughlin – The Light in the Piazza - Larry Hochman – Monty Python's Spamalot - Jonathan Tunick – Pacific Overtures - Harold Wheeler – Dirty Rotten Scoundrels - 2006: Sarah Travis – Sweeney Todd - Larry Blank – The Drowsy Chaperone - Dick Lieb et Danny Troob – The Pajama Game - Steve Orich – Jersey Boys - 2007: Duncan Sheik – L'Éveil du printemps - Bruce Coughlin – Grey Gardens - Jonathan Tunick – LoveMusik - Jonathan Tunick – 110 in the Shade - 2008: Alex Lacamoire et Bill Sherman – In the Heights - Jason Carr – Sunday in the Park with George - Stew et Heidi Rodewald – Passing Strange - Jonathan Tunick – A Catered Affair - 2009: Martin Koch – Billy Elliot, the Musical - Michael Starobin et Tom Kitt – Next to Normal - Larry Blank – White Christmas - Danny Troob et John Clancy – Shrek the Musical |

### Années 2010
| - 2010 : Daryl Waters et David Bryan – Memphis - Jason Carr – La Cage aux Folles - Aaron Johnson – Fela! - Jonathan Tunick – Promises, Promises - 2011 : Larry Hochman et Stephen Oremus – The Book of Mormon - Doug Besterman – How to Succeed in Business Without Really Trying - Larry Hochman – The Scottsboro Boys - Marc Shaiman et Larry Blank – Catch Me If You Can - 2012 : Martin Lowe – Once - William David Brohn et Christopher Jahnke – Porgy and Bess - Bill Elliott – Nice Work If You Can Get It - Danny Troob – Newsies - 2013 : Stephen Oremus – Kinky Boots - Chris Nightingale – Matilda the Musical - Ethan Popp et Bryan Crook – Motown: The Musical - Danny Troob – Cinderella - 2014 : Jason Robert Brown - The Bridges of Madison County - Doug Besterman - Bullets Over Broadway - Steve Sidwell - Beautiful: The Carole King Musical - Jonathan Tunick - A Gentleman's Guide to Love and Murder - 2015 : Christopher Austin, Don Sebesky et Bill Elliot – An American in Paris - John Clancy – Fun Home - Larry Hochman – Something Rotten! - Rob Mathes – The Last Ship | - 2016 : Alex Lacamoire – Hamilton - August Eriksmoen – Bright Star - Larry Hochman – She Loves Me - Daryl Waters – Shuffle Along - 2017 : Alex Lacamoire – Dear Evan Hansen - Bill Elliott & Greg Anthony Rassen – Bandstand - Larry Hochman – Hello, Dolly! - Dave Malloy – Natasha, Pierre & The Great Comet of 1812 - 2018 : Jamshied Sharifi – The Band's Visit - John Clancy – Mean Girls - Tom Kitt – SpongeBob SquarePants - Annmarie Milazzo et Michael Starobin – Once on This Island - Jonathan Tunick – Carousel - 2019 : Michael Chorney et Todd Sickafoose – Hadestown - Simon Hale – Tootsie - Larry Hochman – Kiss Me, Kate - Daniel Kluger – Oklahoma! - Harold Wheeler – Ain't Too Proud |

### Années 2020
- 2020 : Katie Kresek, Justin Levine, Charlie Rosen et Matt Stine – Moulin Rouge!
  - Tom Kitt – Jagged Little Pill
  - Ethan Popp – Tina

- 2022 : Simon Hale – Girl from the North Country
  - David Cullen – Company
  - Tom Curran – Six
  - David Holcenberg et Jason Michael Webb – MJ
  - Charlie Rosen – A Strange Loop

- 2023 : Bryan Carter et Charlie Rosen – Some Like It Hot
  - John Clancy – Kimberly Akimbo
  - Sam Davis et Daryl Waters – New York, New York
  - Dominic Fallacaro et Bill Sherman – & Juliet
  - Jason Howland – Shucked

- 2024 : Jonathan Tunick – Merrily We Roll Along
  - Adam Blackstone et Tom Kitt – Hell's Kitchen
  - Will Butler et Justin Craig – Stereophonic
  - Matt Hinkley, Justin Levine et Jamestown Revival (Zach Chance et Jonathan Clay) – The Outsiders
  - Timo Andres – Illinoise

- 2025 : Marco Paguia – Buena Vista Social Club
  - Will Aronson – Maybe Happy Ending
  - Bruce Coughlin – Floyd Collins
  - David Cullen et Andrew Lloyd Webber – Sunset Boulevard
  - Andrew Resnick et Michael Thurber – Just in Time